# Opel Maxx
 (novembre 2024).

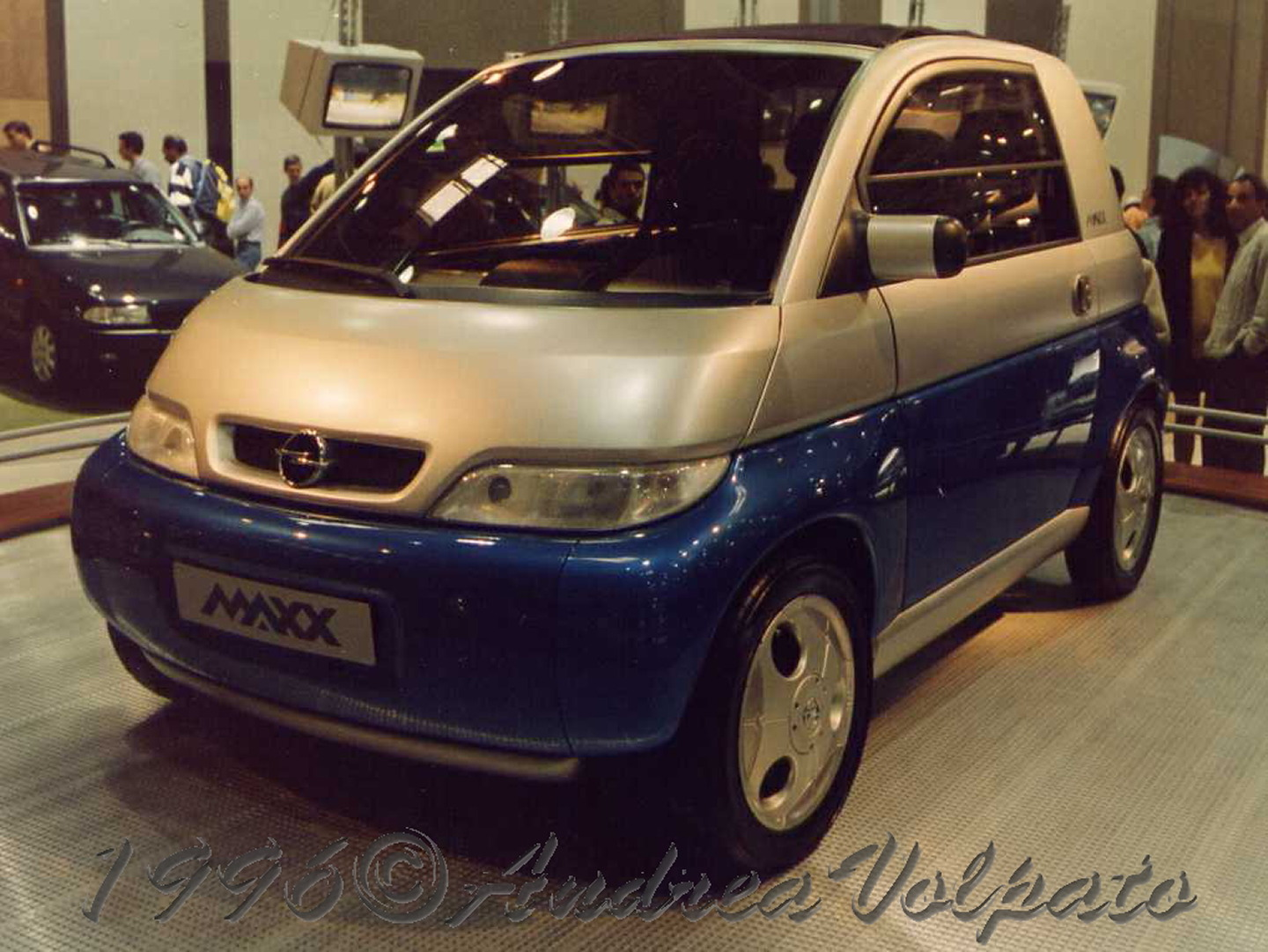
Opel Maxx Concept (1996)

L’Opel Maxx est un concept car du constructeur automobile allemand Opel, présenté en première au Salon international de l'automobile de Genève en 1995 et sous le nom de Vauxhall Maxx au Salon automobile de Londres la même année.
Le Maxx 2 est présenté l’année suivante avec un nouveau moteur essence trois cylindres, associé à une boîte de vitesses séquentielle à cinq rapports. Le moteur de 997 cm³ et 50 ch peut accélérer jusqu'à 100 km/h en 12,1 secondes.
Le modèle 3 portes et 2 places est conçu avec un design compact et il est très similaire à l’Eco-speedster de Micro Car Company, introduite en 1994, cette dernière est considérée comme une précurseur de la Smart Fortwo.
La Maxx est conçue par Danny Larson et Frank Leopold.